# Ann Sick
Ann Sick (* 28. Februar 1958) ist eine US-amerikanische Sommerbiathletin in der Teildisziplin Crosslauf.
Ann Sicks größter internationaler Erfolg war die Teilnahme an den Sommerbiathlon-Weltmeisterschaften 2005 in Muonio. Die zu dem Zeitpunkt 47-jährige Läuferin wurde 14. im Sprint und 13. im Verfolgungs- und im Massenstartrennen. Noch gegen Ende des ersten Jahrzehnts der 2000er Jahre nahm sie erfolgreich an den US-Meisterschaften im Sommerbiathlon teil. 2008 gewann sie in Whitetail Preserve hinter Molly Susla die Silbermedaille im Sprint. In der Verfolgung wurde sie Vierte, im Massenstart Sechste. 2009 verpasste sie in Lake Placid als Viertplatzierte des Massenstarts noch einen Medaillengewinn. Sowohl im Sprint als auch in der Verfolgung gewann sie hinter Stephanie Blackstone die Silbermedaillen.